# SpeXial
SpeXial，為一台灣男子團體，2012年由可米國際影視推出。團名「SpeXial」為「eXtra Special」的變形單字，意指「與眾不同特別」。SpeXial於2012年12月7日以四人組合發行首張同名專輯《SpeXial》正式出道，其後經歷數次團員變動，人數介於4至12人。

## 團體沿革

### 2012、2013年
可米國際影視在2012年海選四位平均年齡20歲，身高183公分的男性，組成名為「SpeXial」的男子團體。初始成員有在《終極三國》飾演黃忠一角出道的團長宏正、星光六班極受矚目的偉晉，以及未出道即演出《終極一班2》擔任要角的明和子閎。在籌備團體的第一張專輯前，SpeXial即接受密集的歌唱與體能訓練，並赴韓國接受嚴格舞蹈集訓一個月，培養實力。
2012年12月7日，SpeXial發行首張同名專輯《SpeXial》正式出道，該專輯獲得2012年「文化部影視及流行音樂產業局」一百零一年度旗艦型流行音樂製作與整合行銷產業促進計畫補助。此外，SpeXial成員更於八大電視播出的《終極一班2》擔綱要角並演唱主題曲、插曲。
2013年，SpeXial參演續集《終極一班3》，其劇中正面形象獲得行政院青睞，與一同參演該劇的曾沛慈獲邀成為行政院反毒宣導代言人。

### 2014年
2014年5月26日，官方宣佈三名新團員加入SpeXial，分別為上海模特兒比賽出身的Teddy、加拿大SunShine Nation-Sunshine Boyz比賽脫穎而出的Evan及被公司在路上發掘的明日之星晨翔，團體人數增至七人。三人於同年6月5日《Break it down》專輯記者會正式出道，該專輯其後於同月12日發行，為SpeXial的第二張國語專輯，發行首週(2014年第24週)即登上五大金榜第三名。
另外，為了讓歌迷們看到SpeXial更多面與可塑性，華納音樂斥資200萬打造SpeXial專屬的網路實境節目《Anything SpeXial》，共14集節目給SpeXial盡情發揮，該節目於2014年5月27日起播出。
繼主演偶像劇《終極一班2》與《終極一班3》並演唱主題曲後，SpeXial於2014年推出《麻辣教師GTO台灣篇》、《終極X宿舍》、《HOLD住愛情》等戲劇作品。
2014年8月2日，團員Evan宣布要回加拿大完成學業，暫停參與後續的活動，團體以6人繼續活動。
2014年12月23日，團員明服役入伍一年的時間，暫停參與後續的活動，團體以5人繼續活動。

### 2015年
2014年下半年，可米為了更強化SpeXial的獨特性與完整性，網羅了三位新團員：來自加拿大的華人以綸、日本的風田，以及團體中年紀最小的易恩。三人於2015年1月14日正式加入，團體人數增至十人。
2015年2月4日，SpeXial發行首張DVD+EP影音迷你專輯《Love Killah》，但由於團員Evan於2014年8月2日返回加拿大完成學業及明於2014年12月23日入伍，該專輯只有其餘八名成員參與。《Love Killah》發片當週，SpeXial隨即在台大體育館舉辦首場大型粉絲見面會。
2015年5月14日，子閎入伍服役一年時間，暫停參與後續的活動，團體以7人繼續活動。
2015年5月31日，SpeXial首次贏得台灣音樂界大型獎項，於「2015 hito流行音樂獎頒獎典禮」，獲頒「hito團體」、「最受歡迎團體」兩項大獎。此次活動是團員Evan完成學業後正式回歸，惟團員明、子閎因服兵役而缺席。團體以8人繼續活動。
2015年6月份，SpeXial成為手機遊戲《少年三國志》遊戲代言人，創下破百萬下載量。
2015年7月，繼師兄林俊傑之後，東洋流行天后濱崎步指定與SpeXial合作演唱新歌〈Sayonara〉，並於日本合體拍攝音樂錄影帶，以台灣新生代偶像男團之姿進軍日本。
2015年8月1日，SpeXial推出首部旅遊寫真書《SpeXial Life泰青春寫真遊記》，拍攝過程更剪輯成LINE TV台灣首部自製實境秀《SpeXial Life》。
2015年8月22日，SpeXial受邀赴日參與a-nation夏日聯合國演唱會，首度與東洋流行天后濱崎步同台演出合唱新歌〈Sayonara〉。
2015年9月11日，SpeXial發行第三張國語專輯《Dangerous》，團員明及子閎因服兵役而無法參與。專輯未發佈前，SpeXial受到國際電影公司青睞，選中歌曲〈Dangerous〉作為《移動迷宮：焦土試煉》電影中文主題曲，成為亞洲唯一電影宣傳歌曲。另外，華納音樂斥資600萬以電影規格打造「Dangerous」三部曲，劇情中8人化身俠盜集團，各展所長破解寶藏密碼展現團隊默契。9月底，SpeXial於台大體育館舉辦第二次大型Fan Meeting，以大型跑道打造運動會現場，充滿熱血與青春記憶的特別企劃貼身活動，讓SpeXial和歌迷們再次留下了深刻的回憶。

### 2016年
2016年1月5日，KKBOX公佈第11屆KKBOX風雲榜第三波表演嘉賓：丁噹及SpeXial，其中SpeXial是首次獲邀參加風雲榜。同月9日，SpeXial首次獲邀參與台視除夕特別節目《2016超級巨星紅白藝能大賞》錄影，以白隊歌手身份表演〈Break It Down 11.11〉及〈Dangerous〉兩首舞曲，迎戰紅隊「放閃天后」溫嵐，該節目於2月7日晚播出。
2016年1月24日晚，SpeXial於風雲榜表演三首舞曲，分別為〈貼身〉、〈Dangerous〉及〈犀利Girl〉，此次演出也是團員明退伍後正式回歸（雖然明亦有參與「紅白」演出，但由於風雲榜播出日期較早，故視此為回歸演出）。兩次表演中，團員子閎及易恩均分別因服兵役及拍攝戲劇而缺席。團體以8人繼續活動。
2016年5月21至22日，成軍三年多的SpeXial於台北新莊體育館舉辦出道以來首場大型售票演唱會「SpeXial the 1st concert - SpeXial Land」《SpeXial Land 2016》。此次演唱會為展現首席型男團體氣勢，設計了四個主題演出橋段，分別是「Welcome to SpeXial Land」、「SpeXial Lover」、「樂園大挑戰」及「終極樂園」，共更換5套服裝。同時，一週前退伍的團員子閎在演唱會以嘉賓身分回歸，正式以10人團體活動。
2016年6月5日，SpeXial再次於「hito流行音樂獎頒獎典禮」此次演出是團員子閎退伍後正式回歸，獲頒「hito團體」、「最受歡迎團體」兩項大獎，團員以綸及易恩因拍攝戲劇而缺席。
2016年7月14日，官方正式宣布增加兩名來自中國大陸的團員Dylan和執，團體人數增至十二人。二人於7月19日《Boyz On Fire》專輯記者會正式出道，該專輯其後於8月12日發行。
主演偶像劇《終極一班4》與《High 5 制霸青春》以外，SpeXial亦參與電影及微電影演出，並嘗試擔任綜藝節目主持。同時，SpeXial成功進軍中國大陸市場，推出《終極遊俠》、《刺客列傳》、《仙俠學院》等網路劇及網路電影。
2016年10月25日，團長宏正在《High 5 制霸青春》拍攝前練習意外受傷，造成右腳「粉碎性骨折」。11月7日宣佈暫停工作，原定2017年2月歸隊，但休養期間因傷口感染再度入院開刀，目前傷勢痊癒，在2017年8月8日正式歸隊，並宣佈回歸演出《終極一班5》。
2016年11月4日，原讀國立台灣藝術大學戲劇學系碩士班的團員晨翔辦理休學準備入伍，並繼續演藝工作至12月11日出席入伍前最後一場公開活動（《High 5 制霸青春》記者會）。

### 2017年
2017年1月25日，第二期團員晨翔在個人Facebook粉絲專頁宣佈告別團體，以「帳目不清」為由提告經紀公司，要求解約。2月2日，晨翔宣布退團的第9天將粉絲專頁名稱從「SpeXial-晨翔 Simon」，改為「晨翔 Simon」，正式退出SpeXial。團體以11人繼續活動。
2017年2月9日，SpeXial推出第二部旅遊寫真書《SpeXial Okinawa 沖繩寫真遊記》，拍攝過程剪輯成LINE TV實境秀節目《SpeXial Life 2》。拍攝寫真期間，SpeXial更親自執導專輯《Boyz On Fire》歌曲〈Really Really〉的MV，MV及拍攝花絮於《SpeXial Life 2》最後一集播出。（此三部作品是SpeXial以12人組合推出的最後作品。）
2017年2月26日，SpeXial官方在Facebook粉絲專頁宣布，團員以綸於3月18日舉辦「國王的派對」生日見面會。
2017年3月12日，第四期團員執在個人微博宣佈「重新出發」並將工作的聯繫資料也一併刪除，暗示已與公司解約。3月20日，執將微博認證從原本的「可米經紀旗下藝人」改為「前可米經紀旗下藝人」，並發長文，正式宣告離開公司。3月23日，執將微博名稱「趙志偉努力奮鬥中」，確定退出SpeXial。團體以10人繼續活動。
2017年8月25日，第三期團員以綸在個人Facebook粉絲專頁宣佈和可米經紀正式解除合約關係並於SpeXial畢業。團體以9人繼續活動。
2017年9月8日，SpeXial官方在Facebook粉絲專頁宣布，團員子閎於10月1日舉辦「Born to Shine」生日見面會。
2017年12月17日，第五張專輯《Buddy Buddy》於北京舉辦發片記者會，並同時開放數位專輯，該實體專輯其後於12月22日正式發行，該專輯也是該團體截至2021年的最後一張專輯。

### 2018年
2018年1月5日在臺灣舉辦第五張專輯《Buddy Buddy》記者會，團員Dylan因拍攝戲劇而缺席。
2018年1月13日，SpeXial再次獲邀參與台視除夕特別節目《2018超級巨星紅白藝能大賞》錄影，以白隊歌手身份表演〈Buddy Buddy〉、〈Love Killah〉、〈Dangerous〉、〈Break it down〉、〈Bad Bad Boy〉、〈Super Style〉六首舞曲，該節目於2月15日播出。（團長宏正原本因腳傷無法登台，為了在除夕能和粉絲們團圓，不顧腳傷神秘現身合體並參與唱跳〈Super Style〉），惟團員Dylan因拍攝戲劇而缺席。
2018年3月23日，團員偉晉生日當天在Facebook粉絲專頁宣布在當兵前，先於5月27日舉辦首次個人音樂會「黃偉晉灰%音樂會」，後於9月入伍。
2018年5月15日，團長宏正與可米經紀合約期滿，不和可米經紀續約，現屬於「樂昕娛樂」公司，正式退出SpeXial。團體以8人繼續活動。
2018年8月27日，團員子閎和SpeXial官方在Facebook粉絲專頁宣布，於9月29日舉辦「ALL FOR YOU」生日見面會。
2018年9月3日，團員偉晉入伍服役一年時間，暫停參與後續的活動。團體以7人繼續活動。

### 2019年
2019年4月14日，團員明、子閎宣布於YouTube創立新頻道「龍兄虎弟（页面存档备份，存于）」，頻道成立於2019年3月7日。
2019年5月18日，團員明在Facebook粉絲專頁宣布，於7月6日舉辦「音為有你」音樂會。
2019年8月12日，團員偉晉退伍，正式回歸。團體以8人繼續活動。
2019年9月19日，團員偉晉在個人Facebook粉絲專頁宣布已經從可米經紀畢業，正式退出SpeXial。團體以7人繼續活動。
2019年10月15日，團員Teddy在個人Facebook粉絲專頁宣布已經從可米經紀畢業，正式退出SpeXial。團體以6人繼續活動。

### 2020年
2020年2月7日，團員明在17LIVE網路平台宣布已經從可米經紀畢業，正式退出SpeXial。團體以5人繼續活動。
2020年5月7日，團員子閎在個人Facebook粉絲專頁宣布加入TVBS，證實已經從可米經紀畢業，正式退出SpeXial。團體以4人繼續活動。

### 2021年、2022年
團員Evan与可米经纪合约期满不續約。
團員易恩与可米经纪合约期满不續約。

## 成員

### 成員資料
| SpeXial成員列表 | SpeXial成員列表 | SpeXial成員列表 | SpeXial成員列表             | SpeXial成員列表               | SpeXial成員列表 | SpeXial成員列表   |
| 藝名            | 本名            | 英文名          | 隊內職務                    | 生日 / 國籍                   | 出道時期        | 粉絲名            |
| --------------- | --------------- | --------------- | --------------------------- | ----------------------------- | --------------- | ----------------- |
| 宏正            | 羅弘証          | Wes             | 團長、主領舞、副唱          | 1989年7月26日 · 中華民國      | 第一期          | 紅豆              |
| 偉晉            | 黃偉晉          | Wayne           | 主唱                        | 1990年3月23日 · 中華民國      | 第一期          | 小鋼盔            |
| 明              | 許名傑          | Brent           | 副主唱、高音                | 1993年5月12日 · 中華民國      | 第一期          | 花粉              |
| 子閎            | 林子閎          | Sam             | 中文主Rapper                | 1993年10月1日 · 中華民國      | 第一期          | 閎茶              |
| 晨翔            | 連晨翔          | Simon           | 門面                        | 1992年1月3日 · 中華民國       | 第二期          | 小飛俠            |
| Evan            | 馬振桓          | Evan            | 副主唱、英文主Rapper        | 1992年11月2日 · 加拿大        | 第二期          | 小木馬            |
| Teddy           | 陳向熙          | Teddy           | 形象                        | 1993年10月15日 · 中華民國     | 第二期          | 蜂蜜              |
| 風田            | 豐田將也        | Win             | 副唱                        | 1992年2月12日 · 日本          | 第三期          | 小風車            |
| 以綸            | 王以綸          | Riley           | 中英文主Rapper              | 1996年3月18日 · 加拿大        | 第三期          | ♀ 壞公主 ♂ 壞王子 |
| 易恩            | 易柏辰          | Ian             | 領舞、中文副Rapper、Beatbox | 1996年10月24日 · 中華民國     | 第三期          | 小星辰            |
| Dylan           | 熊梓淇          | Dylan           | 領唱                        | 1992年6月6日 · 中华人民共和国 | 第四期          | 小浣熊            |
| 執              | 趙志偉          | Zhao            | 領舞                        | 1994年8月8日 · 中华人民共和国 | 第四期          | 執念              |

## 音樂作品

### 正規專輯
- 2012年：《SpeXial》
- 2014年：《Break it down》
- 2015年：《Dangerous》
- 2016年：《Boyz On Fire》
- 2017年：《Buddy Buddy》

### 迷你專輯
- 2015年：《Love Killah》

## 演唱會
| 演唱會名稱                                  | 舉行日期          | 舉行地點            | 表演嘉賓      | 備註 |
| ------------------------------------------- | ----------------- | ------------------- | ------------- | --- |
| SpeXial the 1st concert - SpeXial Land 2016 | 2016年5月21、22日 | 新北市 新莊體育館   | 曾沛慈 (5/22) | SpeXial出道以來首場大型售票演唱會 spexial的Dylan跟執做為開場boys on fire的神秘伴舞嘉賓 (5/21)子閎退伍後的強勢回歸並參與之後的最後四首歌曲。 |
| 2017刺客先生北京演唱會                      | 2017年7月22日     | 北京 北京工人體育館 | -             | 偉晉、Evan、易恩、Dylan與一眾《刺客列傳》的演員                                                                                             |

## 出版物

### 寫真
| 發行日       | 出版社   | 書名                         | 成員                                                                |
| 2015年8月1日 | 台灣角川 | SpeXial Life 泰青春寫真遊記  | 宏正、偉晉、晨翔、Evan Teddy、風田、以綸、易恩                      |
| 2017年2月9日 | 台灣角川 | SpeXial Okinawa 沖繩寫真遊記 | 宏正、偉晉、明、子閎、晨翔、Evan Teddy、風田、以綸、易恩、Dylan、執 |

### 電視刊物
| 年份   | 發行日   | 出版社   | 書名                           | 成員                          |
| 2012年 | 12月28日 | 水靈文創 | 終極一班2故事寫真              | 明、子閎                      |
| 2013年 | 1月12日  | 水靈文創 | 終極一班2校園生活筆記書        | 明、子閎                      |
| 2013年 | 2月5日   | 水靈文創 | 終極一班2劇照紀念冊            | 明、子閎                      |
| 2013年 | 7月10日  | 水靈文創 | 終極一班3酷帥寫真              | 宏正、偉晉、明、子閎          |
| 2013年 | 8月7日   | 水靈文創 | 終極一班3戰力筆記書            | 宏正、偉晉、明、子閎          |
| 2013年 | 10月27日 | 水靈文創 | 終極一班3閃光戰鬥寫真          | 宏正、偉晉、明、子閎          |
| 2014年 | 7月14日  | 水靈文創 | 終極X宿舍電視寫真              | 宏正、偉晉、明                |
| 2014年 | 11月15日 | 水靈文創 | 終極惡女人物誌                 | 宏正、偉晉、晨翔、Teddy       |
| 2014年 | 12月23日 | 水靈文創 | 終極惡女故事寫真               | 宏正、偉晉、子閎、晨翔、Teddy |
| 2015年 | 1月26日  | 水靈文創 | 終極惡女決戰銅時空筆記書       | 宏正、偉晉、子閎、晨翔、Teddy |
| 2016年 | 1月12日  | 三采文化 | 終極時空：時空旅人AR經典珍藏組 | 宏正、偉晉、子閎、晨翔、Teddy |
| 2016年 | 12月8日  | 台灣角川 | High5制霸青春 熱血寫真本       | 宏正、晨翔                    |

## 代言/宣傳大使
| 年份          | 品牌/活動名稱                              | 代言成員                   | 合作藝人   |
| ------------- | ------------------------------------------ | -------------------------- | ---------- |
| 2013年-2014年 | H-BOY                                      | SpeXial                    |            |
| 2013年        | 行政院反毒宣導                             | SpeXial                    | 曾沛慈     |
| 2015年        | 倍克痘 戰「痘」大使                        | SpeXial                    |            |
| 2015年        | 《少年三國志》手機遊戲                     | SpeXial                    | 陳博正     |
| 2015年        | 「台灣跑跳好心情4」活動大使                | SpeXial                    |            |
| 2015年8月     | 凱特文化閱讀大使                           | Teddy                      |            |
| 2015年9月     | 凱特文化閱讀大使                           | 易恩                       |            |
| 2015年11月    | 凱特文化閱讀大使                           | 風田                       |            |
| 2016年        | 三星Galaxy Note 5粉紅大使                  | 宏正、偉晉、晨翔           |            |
| 2016年        | 麥當勞 X STAYREAL「大麥克原創潮T」         | 宏正、偉晉、明杰、晨翔、易恩 | 伊林模特兒 |
| 2016年        | 「adidas動感香氛制汗爽身系列」夏日活動大使 | 晨翔                       |            |
| 2016年        | 《全民飛車》手機遊戲                       | 宏正、子閎                 |            |
| 2016年-2017年 | 《街頭籃球》手機遊戲                       | SpeXial                    |            |
| 2016年-2017年 | 《蜀山縹緲錄Online》                       | 晨翔                       | 郭雪芙     |
| 2016年4月     | 凱特文化閱讀大使                           | 宏正                       |            |
| 2016年6月     | 凱特文化閱讀大使                           | 以綸                       |            |
| 2016年7月     | 凱特文化閱讀大使                           | Evan                       |            |
| 2016年8月     | 凱特文化閱讀大使                           | 晨翔                       |            |
| 2016年10月    | 凱特文化閱讀大使                           | 偉晉                       |            |
| 2017年        | 小林眼鏡                                   | 晨翔                       | 文雨非     |
| 2017年        | 「TSUGARU STRAIT AREA CYCLING」觀光大使    | Evan                       |            |

## 獎項及票選

### 大型頒獎禮獎項
| 年份   | 頒獎禮名稱                                | 項目                              | 結果 |
| 2014年 | 2014 hito流行音樂獎頒獎典禮               | hito團體                          | 提名 |
| 2015年 | 加拿大至 HIT 中文歌曲排行榜 2014 年度總選 | 全國推崇新組合（國語）            | 獲獎 |
| 2015年 | 第五屆全球流行音樂金榜                    | 年度最受歡迎組合                  | 提名 |
| 2015年 | 2015 hito流行音樂獎頒獎典禮               | hito團體                          | 獲獎 |
| 2015年 | 2015 hito流行音樂獎頒獎典禮               | 最受歡迎團體                      | 獲獎 |
| 2016年 | 加拿大至 HIT 中文歌曲排行榜 2015 年度總選 | 全國推崇10大歌曲（國語） 〈貼身〉 | 獲獎 |
| 2016年 | 第六屆全球流行音樂金榜                    | 年度最受歡迎組合                  | 提名 |
| 2016年 | 第四屆音悦V榜年度盛典                     | 最具潛力藝人                      | 獲獎 |
| 2016年 | 2016 hito流行音樂獎頒獎典禮               | 最受歡迎團體                      | 獲獎 |
| 2016年 | 2016 hito流行音樂獎頒獎典禮               | hito團體                          | 獲獎 |
| 2017年 | 2017 hito流行音樂獎頒獎典禮               | 最受歡迎團體                      | 提名 |

### 票選活動
| 年份   | 票選活動名稱                | 項目                                                                                                   | 結果 |
| ------ | --------------------------- | --- | ---- |
| 2013年 | 2013 Hit Fm年度百首單曲票選 | 第66名〈Super Style〉                                                                                  | 獲獎 |
| 2014年 | 2014壹週刊娛樂大賞          | 最受矚目團體                                                                                           | 提名 |
| 2014年 | 2014 Hit Fm年度百首單曲票選 | 第58名〈Break it down〉                                                                                | 獲獎 |
| 2014年 | 全球中文音樂榜上榜          | 08/16、08/23、08/30 〈愛這種離譜感覺〉 09/06 〈愛不再呼吸〉 09/20 〈Break it Down〉 10/25 〈拼貼記憶〉 |      |
| 2015年 | POP Radio最愛舞曲票選活動   | 第2名〈Love Killah〉 第3名〈Break it down 11.11〉                                                      | 獲獎 |
| 2015年 | udn金曲S6遺珠人氣大賞       | 最火團體獎                                                                                             | 獲獎 |
| 2015年 | 2015 Hit Fm年度百首單曲票選 | 第10名〈Dangerous〉 第39名〈貼身〉 第74名〈暖男製造機〉 第81名〈Love Killah〉 第89名〈迷失 in U〉      | 獲獎 |
| 2015年 | 全球中文音樂榜上榜          | 03/21、04/04、04/11、04/18、04/25、05/02、05/09 〈迷失 in U〉 11/28、12/19 〈犀利Girl〉                |      |
| 2016年 | MTV最強音演唱會－年度票選   | 大勢團體組合                                                                                           | 獲獎 |
| 2016年 | 2016 Hit Fm年度百首單曲票選 | 第59名〈Boyz On Fire〉                                                                                 | 獲獎 |
| 2016年 | 全球中文音樂榜上榜          | 08/06 〈Boyz On Fire〉 08/20 〈憂傷來襲〉                                                              |      |
| 2017年 | MTV最強音最終站年度票選     | 2016亞洲大勢歌手 年度票選20強                                                                          | 提名 |

## 外部連結
- SpeXial的Facebook專頁
- SpeXial的Instagram帳戶
- SpeXial的新浪微博
- YouTube上的SpeXial頻道